# Grażyna Bacewicz

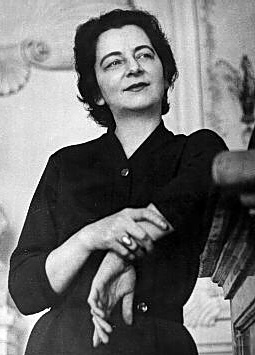
Grażyna Bacewicz

Grażyna Bacewicz, (Łódź, 5 februari 1909 – Warschau, 17 januari 1969) was een Poolse componiste en violiste. Zij was de eerste vrouwelijke Poolse componist die nationale en internationale faam verwierf.

## Levensloop
Bacewicz' vader en broers waren ook componisten. Ze werd geboren in Łódź als dochter van de Litouwse componist Vincas Bacevičius (1875-1952), in Polen bekend als Wincenty Bacewicz, en een Poolse moeder. Haar oudere broers waren Kęstutis Bacevičius (1904-1993), bekend als Kiejstut Bacewicz, die net als zijn zus in Polen bleef, en Vytautas Bacevičius (1905-1970), die in Litouwen en later in de Verenigde Staten ging wonen.
Grażyna Bacewicz studeerde compositie aan het conservatorium van Warschau bij Kazimierz Sikorski en later in Parijs bij Nadia Boulanger. In 1934-1935 en opnieuw na de Tweede Wereldoorlog gaf zij les aan de Muziekacademie van Łódź, die in 1999, dertig jaar na haar dood, werd hernoemd tot de Grażyna en Kiejstut Bacewicz Muziekacademie Łódź, naar haar en haar broer.
Aanvankelijk werkte zij ook als violiste. In 1935 was zij prijswinnaar van het Internationaal Vioolconcours Henryk Wieniawski in Warschau. Zij werd vervolgens violiste in het symfonieorkest van de Poolse radio en trad ook op als soliste in binnen- en buitenland. Componeren werd geleidelijk haar belangrijkste bezigheid. Na een ernstig auto-ongeluk in 1954 herstelde zij niet volledig en sindsdien legde zij zich volledig toe op haar composities.
Grażyna Bacewicz trouwde in 1936 en werd in 1942 moeder van een dochter Alina Biernacka, die als schilderes naam zou maken.

## Muziek
Aanvankelijk componeerde Grażyna Bacewicz in een neoklassieke stijl, die geleidelijk evolueerde in modernere zin, zonder dat de muziek volledig atonaal werd. De viool speelt in haar oeuvre een belangrijke rol. Naast soloconcerten en sonates schreef zij ook kortere werken voor haar instrument.
Bacewicz componeerde onder andere vier symfonieën, zeven vioolconcerten, twee celloconcerten en pianoconcert, zeven strijkkwartetten, zes vioolsonates en stukken voor viool. In 1951 won zij de 1ste prijs van de Internationale Competitie in Luik met haar 4de strijkkwartet. Haar vierde symfonie werd in eigen land bekroond en haar zevende vioolconcert kreeg een prijs bij de Koningin Elisabethwedstrijd van 1965.

## Werken (selectie)

### Werken voor solo-instrumenten
- Sonate (voor vioolsolo) (1929)
- Vier preludes voor piano (1924)
- Kindersuite for piano (1933)
- Vioolsonate (1941)
- Sonate no. 2 (voor vioolsolo) (1958)
- Esquisse voor orgel (1966)
- Pianosonate no. 2
- 4 Caprices voor altvioolsolo
- 10 Concertetudes voor piano (1957)

### Kamermuziek
- Blaaskwintet  (1932) - (Eerste prijs bij het Concours de la Société "Aide aux femmes de professions libres", Parijs, 1933)
- Trio voor hobo, viool en cello (1935)
- Sonate voor hobo en piano (1937)
- Strijkkwartet no. 1 (1938)
- Strijkkwartet no. 2 (1943)
- Suite voor twee violen (1943)
- Sonate no. 1 voor viool en piano (1946)
- Strijkkwartet no. 3 (1947)
- Trio voor hobo, klarinet en fagot (1948)
- Kwartet voor vier violen (1949)
- Strijkkwartet no. 4 (1951) - Eerste prijs, Concours International pour Quatuor a Cordes, Luik, 1951
- Pianokwintet no. 1 (1952)
- Strijkkwartet no. 5 (1955)
- Sonatine voor hobo en piano (1955)
- Partita voor viool en piano (1955)
- Strijkkwartet no. 6 (1960)
- Kwartet voor vier cello's (1964)
- Pianokwintet no. 2 (1965)
- Trio hobo, harp en slagwerk (1965)
- Strijkkwartet no. 7 (1967)

### Orkestwerken
- Ouverture (1943)
- Symfonie nr. 1 (1945)
- Concert voor strijkers (1948)
- Symfonie nr. 2 (1951)
- Symfonie nr. 3 (1952)
- Symfonie nr. 4 (1953) - Prijs van het Poolse ministerie van cultuur, 1955
- Muzyka na smyczki, trąbki i perkusję (Muziek voor strijkers, trompetten en slagwerk) (1958) - Derde prijs bij de Tribune Internationale (UNESCO), Parijs 1960
- Concert voor orkest (1962)
- Contradizione voor kamerorkest (1966)

### Soloconcerten
- Viool
  - Vioolconcert no. 1 (1937)
  - Vioolconcert no. 2 (1945)
  - Vioolconcert no. 3 (1948)
  - Vioolconcert no. 4 (1951)
  - Vioolconcert no. 5 (1954)
  - Vioolconcert no. 6 (1957)(teruggetrokken door de componiste, nooit uitgevoerd)
  - Vioolconcert no. 7 (1965)
- Altviool
  - Altvioolconcert (1968)
- Cello
  - Celloconcert no. 1 (1951)
  - Celloconcert no. 2 (1963)
- Piano
  - Pianoconcert (1949)
  - Concert voor twee piano's en orkest (1966)

### Vocaal met orkest
- Olympische cantate (1948) voor koor en orkest
- Acropolis, cantate voor koor en orkest (1964)

### Muziektheater
- Z chłopa król (Boerenkoning), ballet (1953)
- Przygoda Króla Artura (De avonturen van koning Arthur), radio opera (1959)
- Esik in Ostend, ballet (1964)